# Millimetermossa
Millimetermossa (Micromitrium tenerum) är en bladmossart som beskrevs av Marshall Robert Crosby 1968. Millimetermossa ingår i släktet Micromitrium och familjen Ephemeraceae. Enligt den svenska rödlistan är arten nationellt utdöd i Sverige. . Arten har tidigare förekommit i Götaland men är numera lokalt utdöd. Artens livsmiljö är våtmarker. Inga underarter finns listade i Catalogue of Life.

## Förekomst i Sverige
Millimetermossa påträffades första gången i nordöstra Skåne 1925 och har sedan återfunnits av och till framför allt kring Helgeå 1925-42 samt 2011. År 2013 gjordes nyupptäckt vid Sörfjärden utanför Strängnäs. Arten verkar vara sällsynt i de flesta länder där den förekommer. Det kan emellertid även röra sig om underrapportering då mossan är, som svenska namnet anger, mycket liten och växer sparsamt i leran på fuktiga sötvattensängder och det är också möjligt att den inte förekommer vissa år. Lönnell anger att han fann den i oktober 2013 i marker betade av nötboskap men ej 2014. I Artdatabankens rödlista 2015 anges den som starkt hotad